# Entodon gracilis
Entodon gracilis är en bladmossart som beskrevs av Georg Friedrich von Jaeger 1878. Entodon gracilis ingår i släktet Entodon och familjen Entodontaceae. Inga underarter finns listade i Catalogue of Life.